# Sankt-Nikolai-Kirche (Magdeburg)

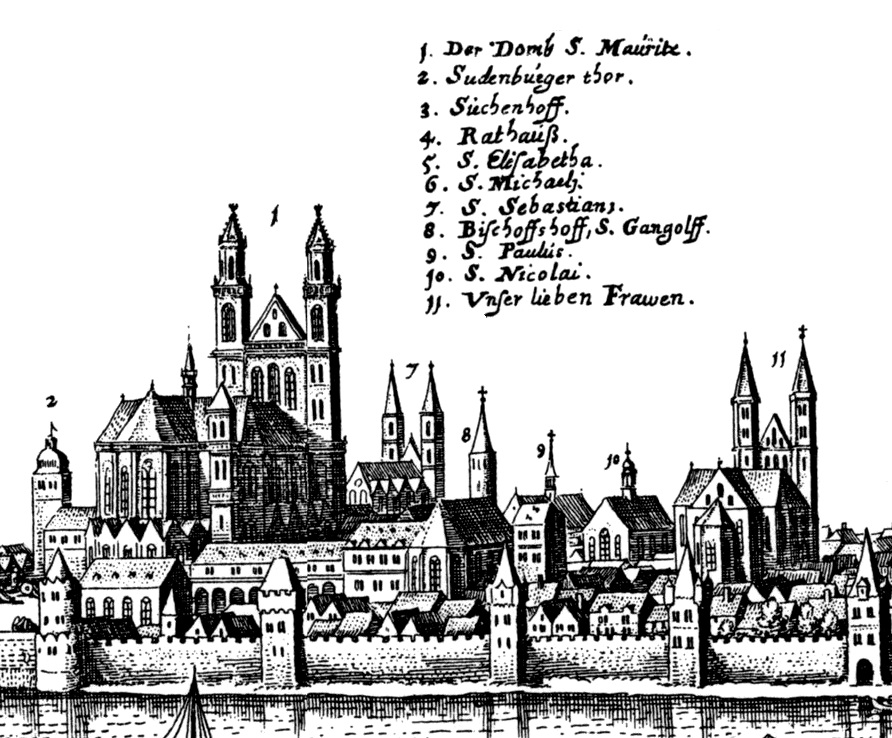
Ausschnitt der Stadtansicht Magdeburgs von Matthäus Merian, gedruckt 1653, gezeichnet sicher vor der Zerstörung der Stadt 1631; St. Nicolai mit Nr. 10

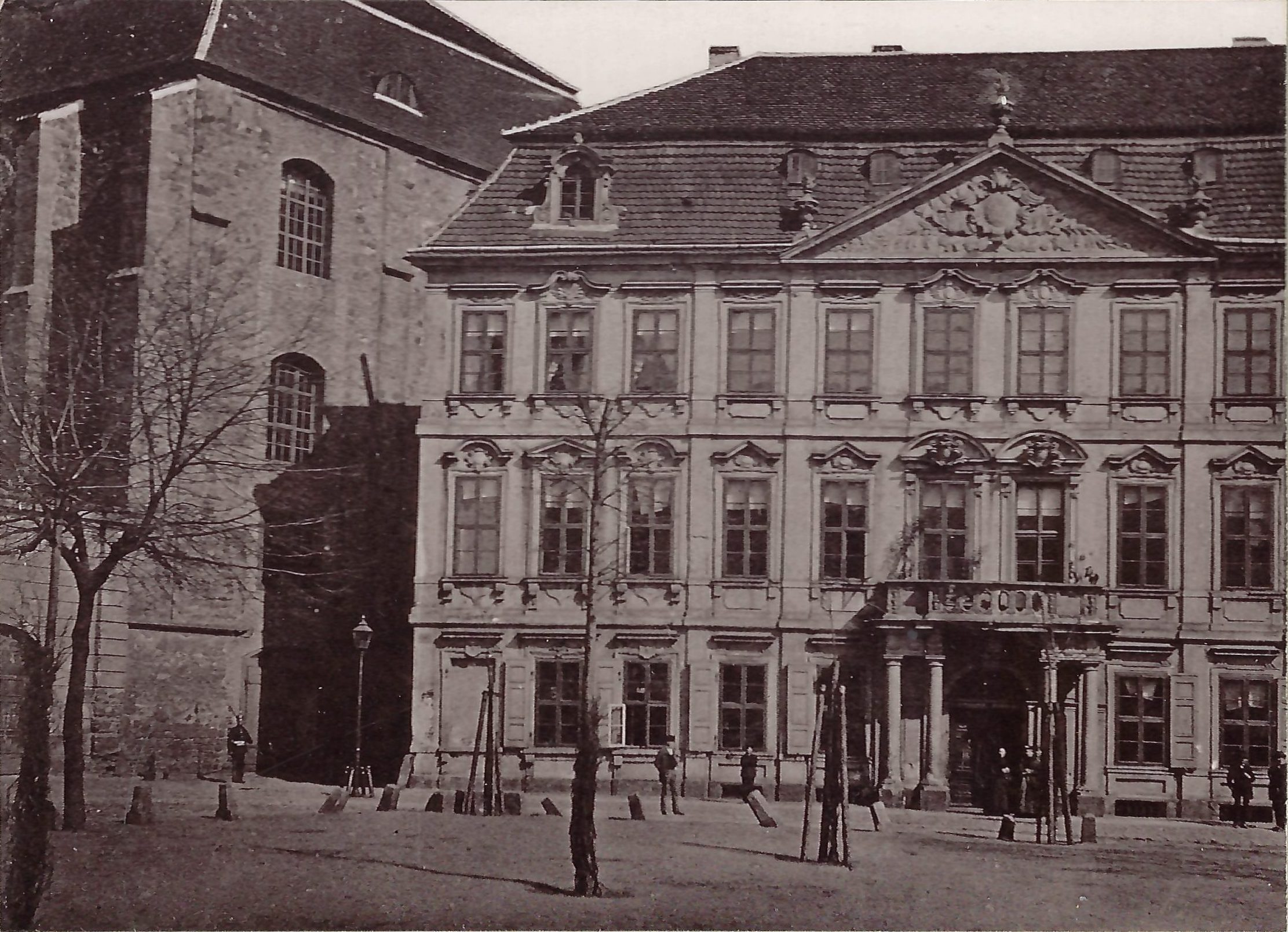
Gebäude der Nikolaikirche (links), vor 1890

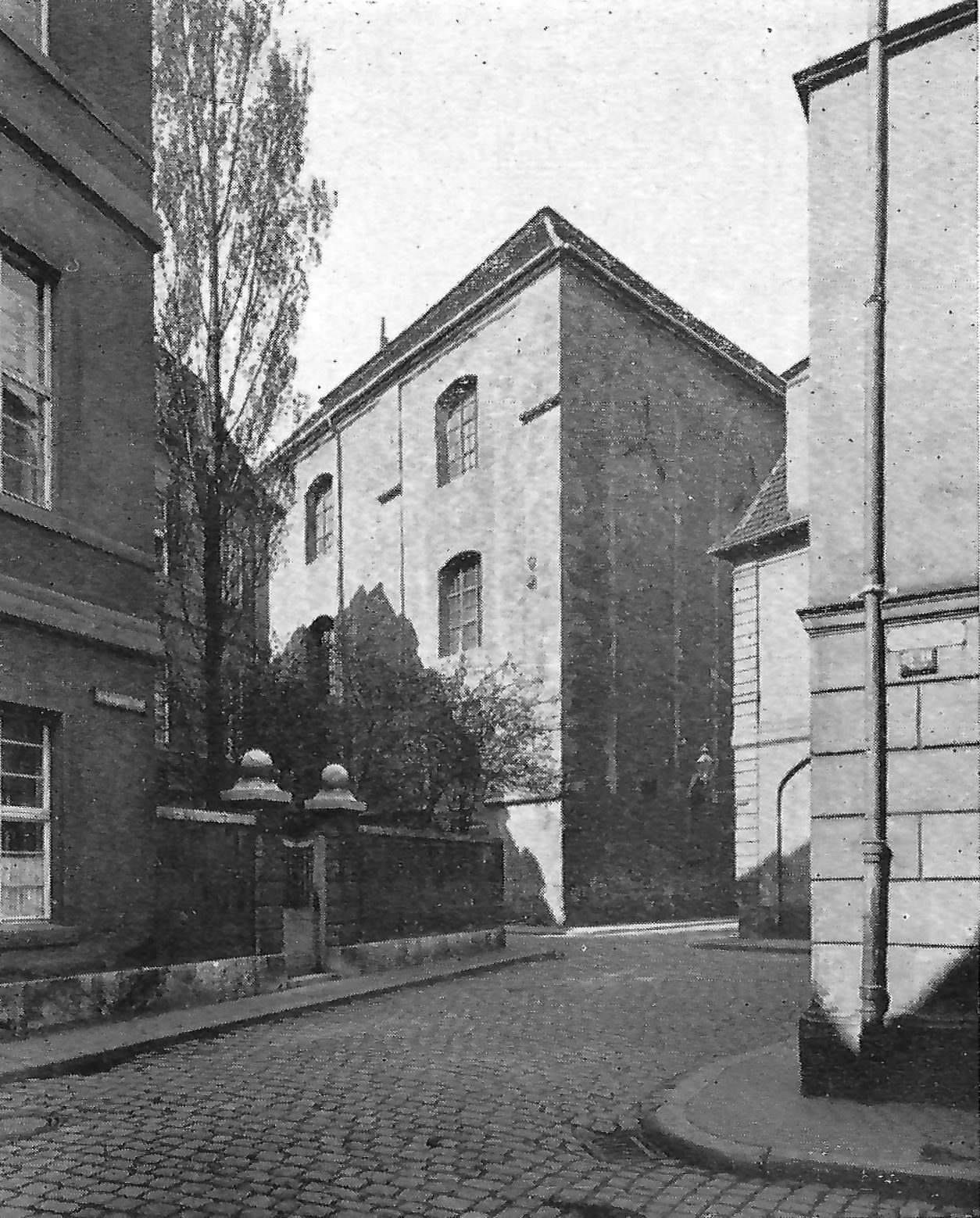
Zeughaus in den 1920er Jahren, Blick aus nordöstlicher Richtung

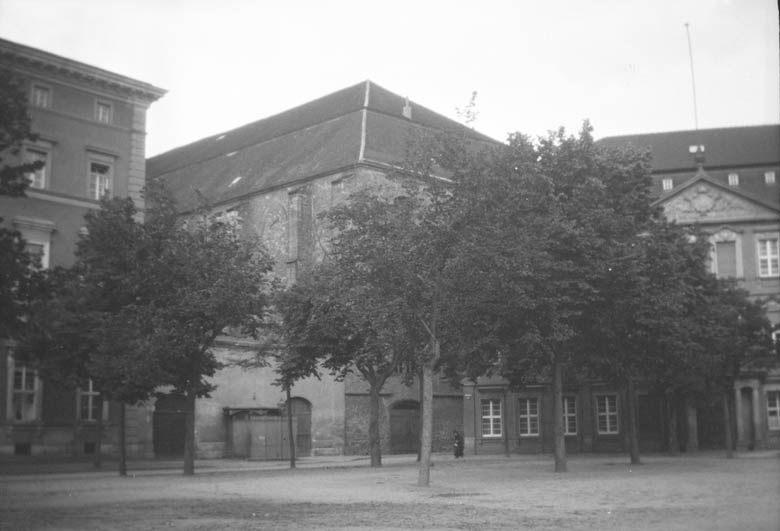
Sankt-Nikolai-Kirche im Jahr 1927, Blick vom Domplatz

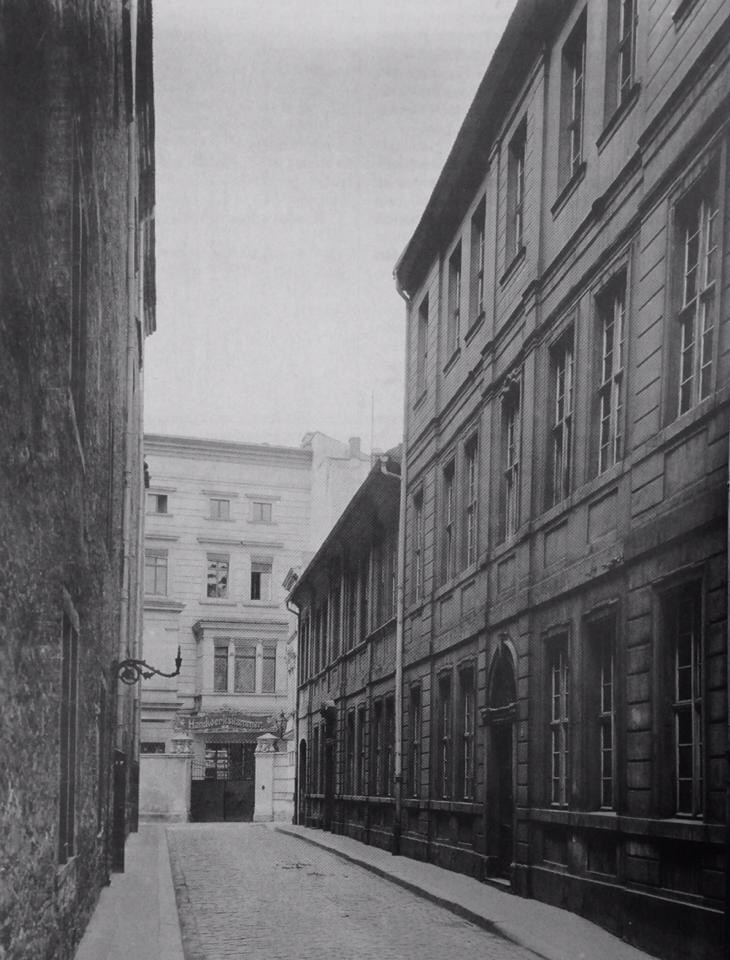
Nordseite (links) zur Kreuzgangstraße, 1910

Die Sankt-Nikolai-Kirche war eine Stiftskirche in der Magdeburger Altstadt, die dem heiligen Nikolaus geweiht war.
Sie wurde im Jahr 1959 nach schweren Beschädigungen im Zweiten Weltkrieg abgerissen.
An ihrem Standort befindet sich nun die Grüne Zitadelle von Magdeburg.

## Geschichte

### Erster Standort
Eine erste Nikolaikirche, die sich etwa an der Stelle befand, an der später der südliche Turm des Magdeburger Doms errichtet wurde, wurde von Wenden zerstört. Nach anderer Ansicht soll sich der erste Standort im Bereich des späteren Klosters Unser Lieben Frauen befunden haben. Um 1012 soll diese Kirche unter Erzbischof Waltard neu errichtet worden sein. Andere Angabe datieren den Bau der Nikolaikirche, die zusätzlich auch Sankt Petrus geweiht war, auf den Zeitraum um das Jahr 1023 unter Erzbischof Humfried. Diese Kirche wies einen runden Grundriss auf. Sie fungierte als Baptisterium und somit Taufkirche des damaligen Doms.
Erzbischof Adelgot von Veltheim begründete, den Wunsch Hunfrieds erfüllend, im Jahr 1107 oder 1108 bei dieser Kirche ein Stift, zu dessen Ländereien das (ehemalige) Dorf Zernitz gehörte. Der alte Kirchenbau wurde beim Bau des Magdeburger Doms um 1240 abgerissen, um an dessen Platz den südlichen Domturm zu errichten; die Reste wurden beim Dombau verwandt.

### Zweiter Standort
Das Nikolaistift erhielt als Ersatz von Erzbischof Burchard III. von Schraplau 1310 ein deutlich größeres Grundstück im nordwestlichen Bereich des Domplatzes (damals noch Neuer Markt), das zuvor zur Dompropstei Magdeburg gehört hatte. Bis zum Jahr 1360 entstand dort nun eine schlicht gestaltete Kirche aus Grauwacke-Bruchstein und behauenem Sandstein ohne Turm, die jedoch als größte Hallenkirche der Stadt galt. Das Hallengewölbe bestand aus drei gleich hohen Schiffen, die auf zwei Arkadenreihen mit je acht Pfeilern ruhten. Der Grundriss der Kirche war rechteckig. An der Nordseite der Kirche wurde ein Kreuzgang errichtet. Die Kämmerei des Nikolaistiftes war im Haus Kreuzgangstraße 7, die Wohnung des Stiftskämmerers und das Kornlager in den Häusern Kreuzgangstraße 10 und 11 untergebracht.

### Reformation

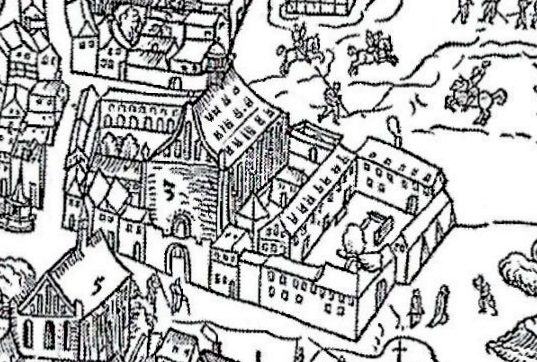
Nikolaikirche mit Kreuzgang (links), auf einem Holzschnitt von 1552, Blick von Westen, (rechts die Dompropstei)

1540 beschädigte ein Brand den Kreuzgang und die Kirche, die Mönche des Klosters Berge daraufhin als Scheune nutzten, bis sie wieder instand gesetzt wurde.
Während der Reformation wurde Sankt Nikolai evangelisch. Der erste evangelische Gottesdienst erfolgte am 6. Dezember 1573. Das Stift verlor seine ursprüngliche Bedeutung.

### Dreißigjähriger Krieg
Während der Erstürmung Magdeburgs im Dreißigjährigen Krieg am 10. Mai 1631 wurde auch Sankt Nikolai beschädigt. Die auf der Südseite am westlichen Strebepfeiler befindliche Andreaskapelle wurde wohl zerstört. Bei der Erneuerung 1654 wurde das ursprüngliche Gewölbe nicht wiedererrichtet, sondern eine Flachdecke entstand. Erste Gottesdienste fanden ab 1693 statt. Sankt Nikolai verfügte jedoch über keine eigene Gemeinde. Mangels Bedarfs wurden die Gottesdienste daher bald wieder eingestellt. Die Nutzung beschränkte sich dann auf regelmäßige geistliche Gesänge. Der im Krieg stärker beschädigte Kreuzgang verfiel zur Ruine.

### Änderung der Nutzung
1716 erhielt Leberecht von Guericke die Genehmigung, eine Familienbegräbnisstätte anzulegen.
Um eine Passage vom Domplatz zum Breiten Weg zu schaffen, ließ 1724 der Gouverneur Fürst Leopold I. von Anhalt-Dessau den Kreuzgang abreißen. Noch heute trägt in diesem Bereich eine Straße den Namen Kreuzgangstraße.

### Französische Besatzung
In der Zeit der französischen Besatzung diente die Kirche als Lazarett und Kaserne. Die Inneneinrichtung, sogar viele der Epitaphe, wurden entfernt, der Fußboden um 30 cm erhöht.
Im Jahr 1810 beschloss man, die Sankt-Nikolai-Kirche aufzugeben; das Stift wurde aufgehoben. Das Gebäude wurde nun als Ersatz für das 1812 abgebrannte Zeughaus Magdeburg genutzt.

### Profanierung der Kirche
Die Umbauarbeiten zum Zeughaus begannen 1824, die Kirche wurde dadurch zum schmucklosen Zweckbau. Nach Auflösung des Zeughauses diente das Gebäude als Zeughausmuseum und später als Möbellager.

### Nationalsozialismus und Zweiter Weltkrieg

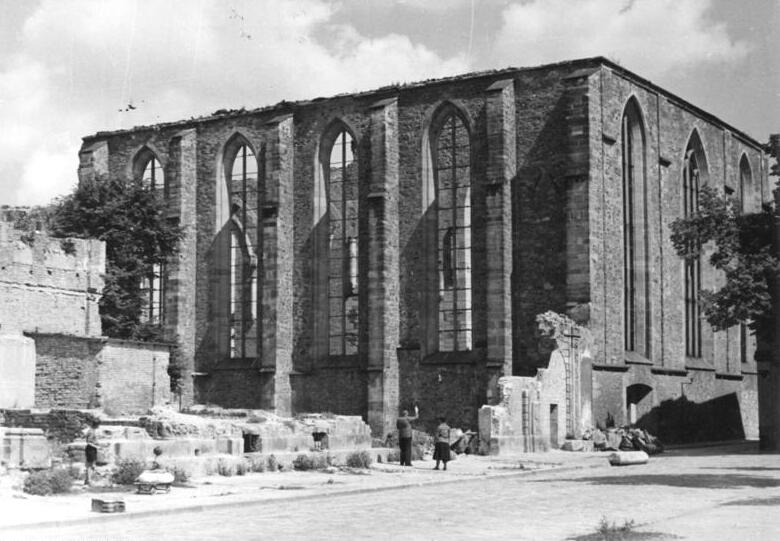
Ruine der Kirche nach Ende des Zweiten Weltkrieges

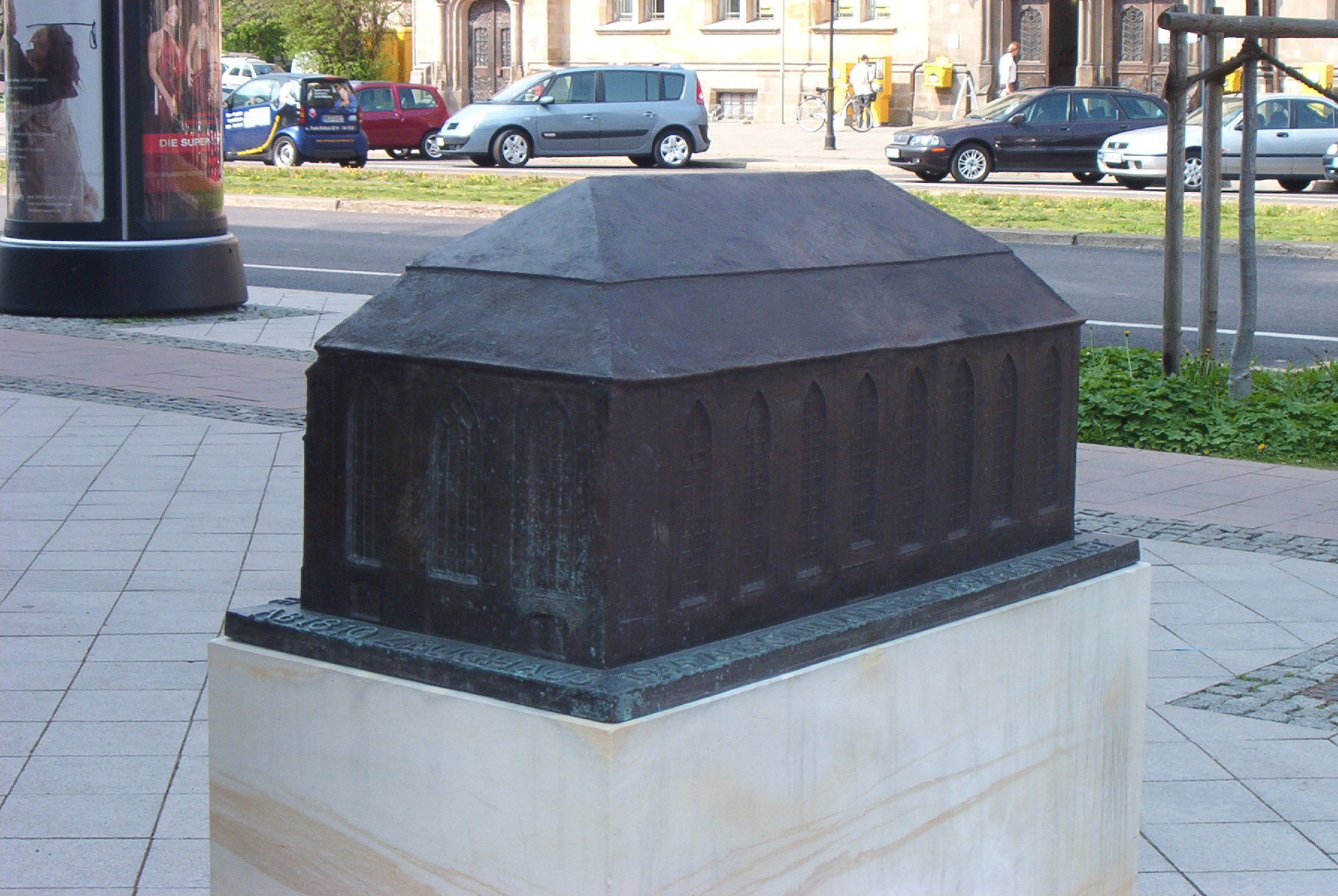
Modell der Nikolai-Kirche

1937 fand eine Ausstellung des nationalsozialistischen  Frontkämpferbundes bildender Künstler statt. Die Nationalsozialisten gestalteten die Kirche 1938 um als Weihestätte für die Bewegung des Nationalsozialismus und Stahlhelmmuseum. Die Vermauerung der 22 hohen Kirchenfenster war entfernt worden. Die drei Fenster der Ostseite zum Domplatz waren entsprechend dem neuen Zweck ideologisch gestaltet. Im mittleren Fenster wurde die Geschichte der preußischen Armee von 1914 bis 1918, das gemäß der nationalsozialistischen Ideologie bewertete Kriegsende, die Gründung des Stahlhelms und seine Geschichte bis 1933 und die Kolonnen Adolf Hitlers dargestellt. Das nördliche zeigte die Abzeichen der Regimenter des IV. Armeekorps, während das südliche mit den Wappen der Landesverbände des ehemaligen Stahlhelms, Bund der Frontsoldaten versehen worden war. An der Ostwand befand sich darüber hinaus eine Holztafel mit Namen von Stahlhelmmitglieder, von denen behauptet wurde, dass sie während der Machtergreifung 1933 umgekommen seien.
Ein Fenster der Westseite zeigte das Magdeburger Stadtwappen. Die Glasmalerei trug den Wappenspruch des Bundes der Frontsoldaten Auf den Opfern und auf den Waffen beruht der Sieg!. Die Westseite verfügte über eine Empore, die eine Orgel erhalten hatte.
Das Innere fasste bis zu 4000 Personen und enthielt tausende Fahnen des ehemaligen Stahlhelms. In den Seitenschiffen des Kirchenbaus befanden sich Glasvitrinen, in denen militärische Ausstellungsstücke gezeigt worden. Dabei handelte es sich um Uniformen von Regimentern des IV. Armeekorps und insbesondere eine Generalsuniform von Paul von Hindenburg. Hinzu kamen Waffen, wobei diese Sammlung noch erweitert werden sollte.
Die jeweils acht Kirchenfenster an den Langseiten auf Nord- und Südseite waren als Fenster der Stifter gestaltet, zum Teil fanden sich Wappen Magdeburger Familien. Überspannt wurde der Innenraum von einer einfachen Holzdecke, die aus der Zeit nach 1631 stammte. An der Ostseite wurde der Haupteingang durch Aufstellung des Sterntors hervorgehoben.
Beim schweren Luftangriff auf Magdeburg am 16. Januar 1945 wurde auch die Sankt-Nikolai-Kirche stark zerstört. Es blieben im Wesentlichen nur die Außenmauern erhalten. In der südwestlichen Ecke fehlten auch diese.

### Abriss und Neubebauung
1959 wurde die Ruine abgerissen. An der Stelle der Kirche entstand zunächst ein Wohngebäude in Plattenbauweise und später, 2005, die Grüne Zitadelle von Magdeburg. Im Keller der Grünen Zitadelle wurde ein Saal eingerichtet, der mit geborgenen Steinen der Kirche hergerichtet wurde. Heute erinnert ein vor Ort aufgestelltes Modell an die Sankt-Nikolai-Kirche.